# Schellekesfeesten

Dansende reuzen op het Mercatoreiland: Gerardus Mercator Rupelmundanus en Kamiel de Champetter.

De Schellekesfeesten (ook: Schellekeskermis) is een jaarlijks volksfeest dat plaatsvindt in de wijk Het Schelleke te Rupelmonde, een deelgemeente van de Belgische gemeente Kruibeke (sinds 2025 Beveren-Kruibeke-Zwijndrecht), bekend als de geboorteplaats van Gerard Mercator. De feesten combineren folklore, muziek, ambachten, gastronomie en een internationale reuzenstoet, en trekken jaarlijks duizenden bezoekers uit binnen- en buitenland.

## Geschiedenis
De naam verwijst naar de wijk Het Schelleke waar het evenement plaatsvindt, een vroegere visserswijk en handelscentrum aan de Schelde, tegenover de monding van de Rupel, die aansluit op het Mercatoreiland, het huidige centrum van de feestelijkheden.
De oudste sporen gaan terug tot 1776 met de eerste vermelding van een jaarlijkse wijkkermis gekenmerkt door versierde boten op de Schelde en een stoet. Ten gevolge van het uitbreken van de Eerste Wereldoorlog werd het feest niet meer georganiseerd, in het interbellum en  de Tweede Wereldoorlog raakte het volledig in de vergetelheid. Pas in 1948 werd de jaarlijkse traditie van een meerdaags buurtfeest terug opgestart, aanvankelijk  volgens de oude traditie op de eerste zondag van september en onder de naam "Schellekeskermis".
Sinds 1949 vindt Schellekeskermis plaats van vrijdagavond tot maandag in het weekend van de eerste zondag van augustus. Eind jaren zeventig kregen de feestelijkheden een nieuwe impuls en groeiden uit tot een bekend evenement in het Waasland, sinds 2001 officieel onder de naam "Schellekesfeesten". Naast een internationale reuzenstoet zijn er onder andere een ambachtenmarkt, volksspelen, live muziek, een muzikaal vuurwerk en sportevenementen. Kenmerkend voor de Schellekesfeesten is de aandacht voor folklore en historisch erfgoed.

###### Reuzenfamilie
In 1949 begon de traditie van de wijkreuzen, met de bouw van de reuzin Philomène en haar echtgenoot de reus Céleste, een schipper, naar aanleiding van de viering van de honderdste verjaardag van Philomena Van Hoyweghen uit de wijk Het Schelleke. Door de jaren heen groeide dit initiatief uit tot de reuzenfamilie van 't Schelleke die als Waas cultureel erfgoed beschouwd wordt en nauw verweven is met de Schellekesfeesten. In 1981 werd het initiatief genomen om de eerder bescheiden stoet om te vormen tot een Internationale Reuzenstoet waarin sinds 1994 de reus Gerardus Mercator Rupelmundanus centraal kwam te staan. Deze reus neemt regelmatig mee aan optochten in het binnen- en buitenland.
Deze reuzenfamilie bestond in 2025 uit tien reuzen gebaseerd op bestaande en fictieve personages uit Rupelmonde, aangevuld met de Kruibeekse reus "Felix". Naast Céleste en Philomène bestaat de Rupelmondse familie uit hun (fictieve) kinderen, de matroosjes Mercatorke en Grobelia, en verder uit de Loze Visser (genoemd naar een plaatselijke herberg), de cartograaf Gerardus Mercator Rupelmundanus, Kamiel de Champetter, de dorpsfotograaf Sanderken Deyaert, de plaatselijke schoenmaker en kunstschilder Jean Lijssens en oud-burgemeester Ernest Stas.
De reuzen zijn gemaakt volgens de oude technieken op basis van een rieten mand. Ze worden gedragen, er zijn geen wieltjes.

## Organisatie
De feesten worden georganiseerd door vzw Het Schelleke, met de steun van Toerisme Vlaanderen, de gemeente Kruibeke, en tal van lokale sponsors. De organisatie draait grotendeels op vrijwilligers. Vzw Het Schelleke is naast de organisatie van de feesten ook belast met het beheer, het dragen en het onderhoud van de wijkreuzen en wordt als erfgoedvereniging beschouwd. De vereniging stond mee aan de basis om de  reuzencultuur in 2015 toe te voegen aan de Inventaris Immaterieel Cultureel Erfgoed Vlaanderen.

## Galerij

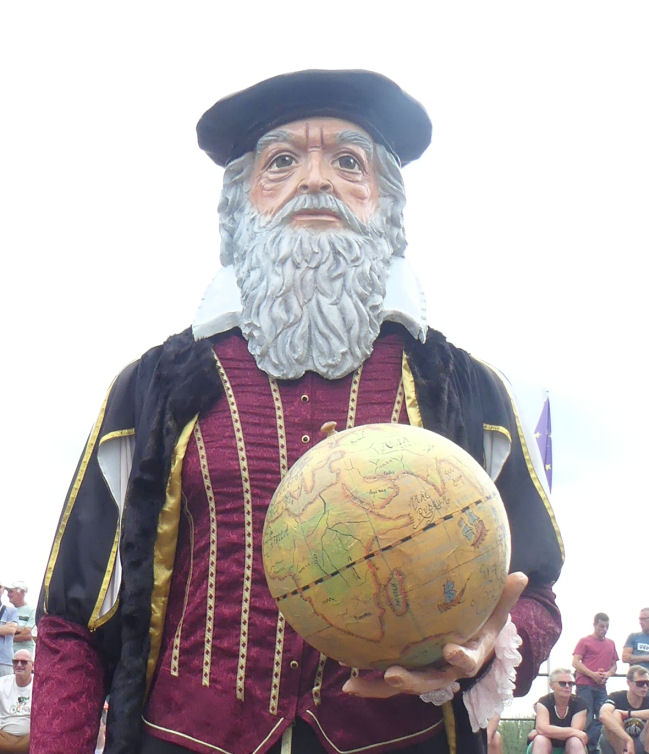
Reus Gerardus Mercator Rupelmundanus
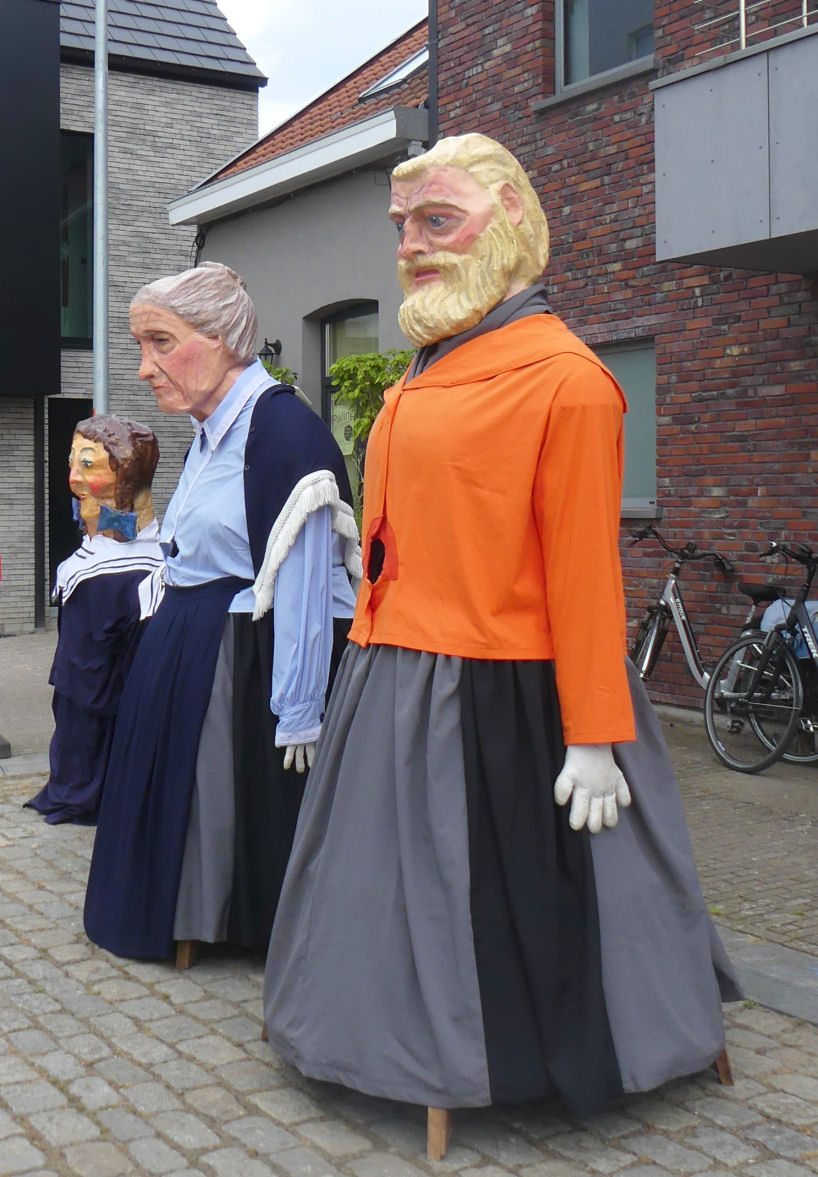
De reuzen Celestinus en Philomena en hun dochter Grobelia.
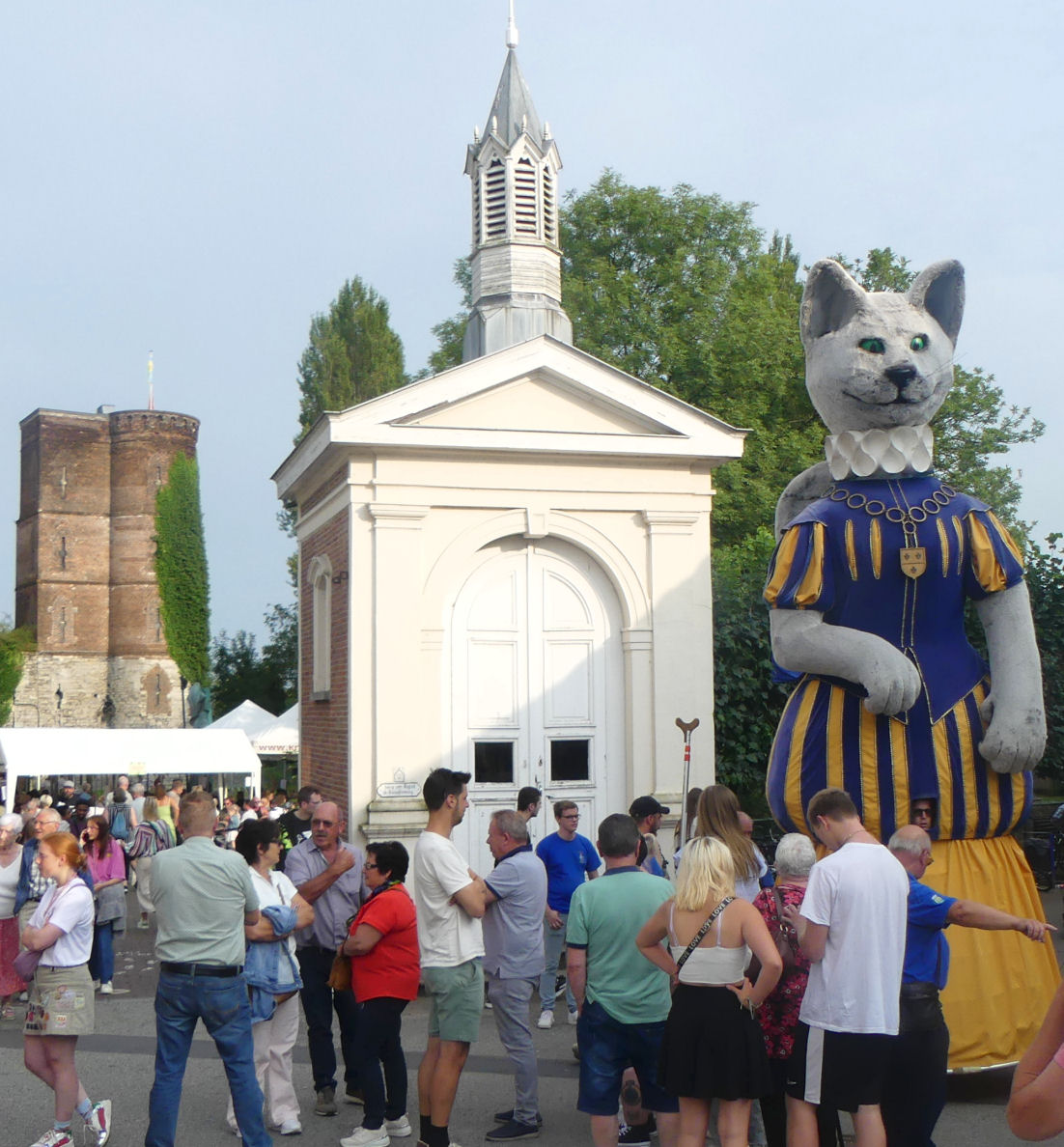
Schellekensfeesten 2024: internationale reuzenstoet met de Franse stadsreus Le Caou uit Merville.
Ballonoplating op maandag ter afsluiting van de feesten
Vuurwerk afgestoken vanop de Schelde
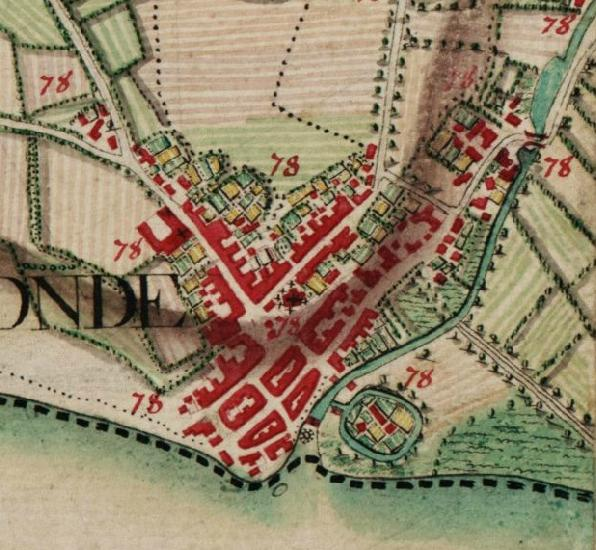
Ferrariskaart van Rupelmonde met het Mercatoreiland